# Internazionali d'Italia 1979
Gli Internazionali d'Italia 1979 sono stati un torneo di tennis giocato sulla terra rossa. È stata la 36ª edizione degli Internazionali d'Italia, che fa parte del Colgate-Palmolive Grand Prix 1979 e del WTA Tour 1979. Sia che il torneo maschile che quello femminile si sono giocati al Foro Italico di Roma in Italia.

## Campioni

### Singolare maschile
Vitas Gerulaitis ha battuto in finale  Guillermo Vilas con il punteggio di 6–7, 7–6, 6–7, 6–4, 6–2

### Singolare femminile
Tracy Austin ha battuto in finale  Sylvia Hanika con il punteggio di 6–4, 1–6, 6–3

### Doppio maschile
Peter Fleming /  Tomáš Šmíd hanno battuto in finale  José Luis Clerc /  Ilie Năstase con il punteggio di 4–6, 6–1, 7–5

### Doppio femminile
Betty Stöve /  Wendy Turnbull contro  Evonne Goolagong /  Kerry Melville Reid  6–3, 6–4